# آمرشام
آمرشام (انگلیسی: Amersham plc) شرکت مراقبت سلامت بریتانیایی بود، که در سال ۱۹۴۶ تأسیس شد و در سال ۲۰۰۳ توسط شرکت جی‌ای هلث‌کر خریداری شد.